# Макс Генце
Макс Генце (нім. Max Henze; 23 вересня 1899, Кетен — 10 березня 1951, Бидгощ) — німецький офіцер, бригадефюрер СС (15 грудня 1933) і генерал-майор поліції.

## Біографія
Працював в торгівлі. У 1917 році записався добровольцем до армії. Учасник Першої світової війни. В 20-х роках вступив в НСДАП (квиток №80 481), один з найстаріших членів СС (посвідчення №1167). З 18 жовтня 1931 року — командир 6-го штандарта СС (Берлін), з 7 серпня 1932 року — 3-го абшніта СС зі штаб-квартирою в Берліні. У 1932-33 роках — член Прусського ландтагу. У 1933 році обраний депутатом Рейхстагу. З 20 лютого по 25 серпня 1934 року — керівник 15-го абшніта СС (Кіль). З 16 жовтня 1937 по 1 жовтня 1940 року — президент поліції Касселя, з 9 вересня 1939 по 1 жовтня 1941 року — спочатку виконувач обов'язків, потім президент поліції Бромберга. 1 жовтня 1941 року переведений на аналогічну посаду в Ессен, а в квітні-травні 1945 року — знову в Бромберг. Після закінчення війни арештований і в 1947 році переданий польській владі, засуджений до страти і повішений.

## Нагороди
- Залізний хрест 2-го класу
- Нагрудний знак «За поранення» в чорному
- Золотий партійний знак НСДАП
- Почесний кут старих бійців
- Почесний хрест ветерана війни з мечами
- Почесна шпага рейхсфюрера СС
- Кільце «Мертва голова»
- Медаль «За вислугу років у НСДАП» в бронзі і сріблі (15 років)
- Медаль «За вислугу років у СС» 4-го, 3-го і 2-го ступеня (12 років)
- Хрест Воєнних заслуг 2-го класу з мечами